# سياسات الفاتيكان
سياسة مدينة الفاتيكان تتمحور في إطار نظام ملكي ثيوقراطي مطلق انتخابي ، حيث يمارس البابا من الناحية الدينية، زعامةالكنيسة الكاثوليكية وأسقف روما.
يتم انتخاب البابا في المجمع السري ، الذي يتكون من جميع الكرادلة الناخبين وهم الأساقفة ورؤساء الأساقفة المعينين من قبل البابا بعد وفاة أو استقالة البابا السابق. يُعقد الاجتماع السري في كنيسة سيستين، بعد ذلك سيطلب عميد الكلية المقدسة من البابا المنتخب حديثًا اختيار اسمه الرعوي، وبمجرد أن يرتدي البابا عباءة الكهنوت الأبيض، يظهر الكاردينال الشماس الكبير على الشرفة الرئيسية لتقديم البابا الجديد  بالجمله اللاتينيه الشهيره (أبشركم بفرح عظيم لنا بابا).
يشير مصطلح "الكرسي الرسولي" إلى مجموعة السلطة والولاية القضائية والسيادة المخولة للبابا ومستشاريه لتوجيه الكنيسة الكاثوليكية في جميع أنحاء العالم. ولذلك فهي تختلف تمامًا عن دولة الفاتيكان، من خلال اتفاقية لاتران بين الكرسي الرسولي وإيطاليا.

## إدارة مدينة الفاتيكان

علم الفاتيكان

كما هو الحال مع جميع الأنظمة الملكية تقريبًا، تكمن السلطات التنفيذية والتشريعية والقضائية للحكومة في التاج الملكي، وفي الفاتيكان مكتب أسقف روما (البابا). ومع ذلك، كما هو الحال مع العديد من الأنظمة الملكية، يمارس البابا هذه السلطة من خلال أجهزة أخرى تعمل نيابة عنه وباسمه.
يقوم البابا عادةً بتفويض الإدارة الداخلية لمدينة الفاتيكان إلى مختلف الهيئات والمسؤولين للمساعده الإداريه. ومع ذلك، وفقًا للقانون الأساسي لدولة مدينة الفاتيكان ، "يتمتع الحبر الأعظم ، صاحب السيادة على دولة مدينة الفاتيكان ، بكامل السلطات التشريعية والتنفيذية والقضائية" لمدينة الفاتيكان .
يفوض البابا السلطة التشريعية للدولة إلى اللجنة البابوية ذات المجلس الواحد لدولة مدينة الفاتيكان . تأسست هذه اللجنة في عام 1939 من قبل البابا بيوس الثاني عشر . وتتكون من سبعة كرادلة يعينهم البابا لمدة خمس سنوات.

## التنفيذ
| المكتب                | الاسم                  | الحزب | منذ            |
| --------------------- | ---------------------- | ----- | -------------- |
| Sovereign             | البابا فرنسيس          |       | 13 March 2013  |
| رئيس اللجنة البابوية ‏ | Fernando Vérgez Alzaga |       | 1 October 2021 |

يعد البابا بموجب منصبه حاكمًا ورئيس دولة لدولة مدينة الفاتيكان منذ عام 1929. يفوض البابا السلطة التنفيذية إلى رئيس اللجنة البابوية لدولة مدينة الفاتيكان، الذي يكون بموجب ذلك رئيسًا للحكومة ورئيسًا للمحافظة. يُعين الرئيس من قبل البابا لولاية تدوم خمس سنوات، مع إمكانية إقالته في أي وقت من قبل البابا. يُبلغ الرئيس جميع المسائل الهامة إلى الأمانة الدائمة، وهي الهيئة الاستشارية الرئيسية للبابا في الحياة اليومية، والتي يُستشار فيها بشأن جميع المسائل، حتى لو كانت تندرج ضمن اختصاص لجنة دولة مدينة الفاتيكان أو مثلاً إدارة التربية الكاثوليكية. لا تُعتبر الأمانة الدائمة مسؤولة عن تلك المسائل، ولا يُعتبر الكاردينال الأمين للدولة رئيسًا لدولة مدينة الفاتيكان أو لأقسام الكرسي الروماني، بخلاف الأمانة الدائمة نفسها.

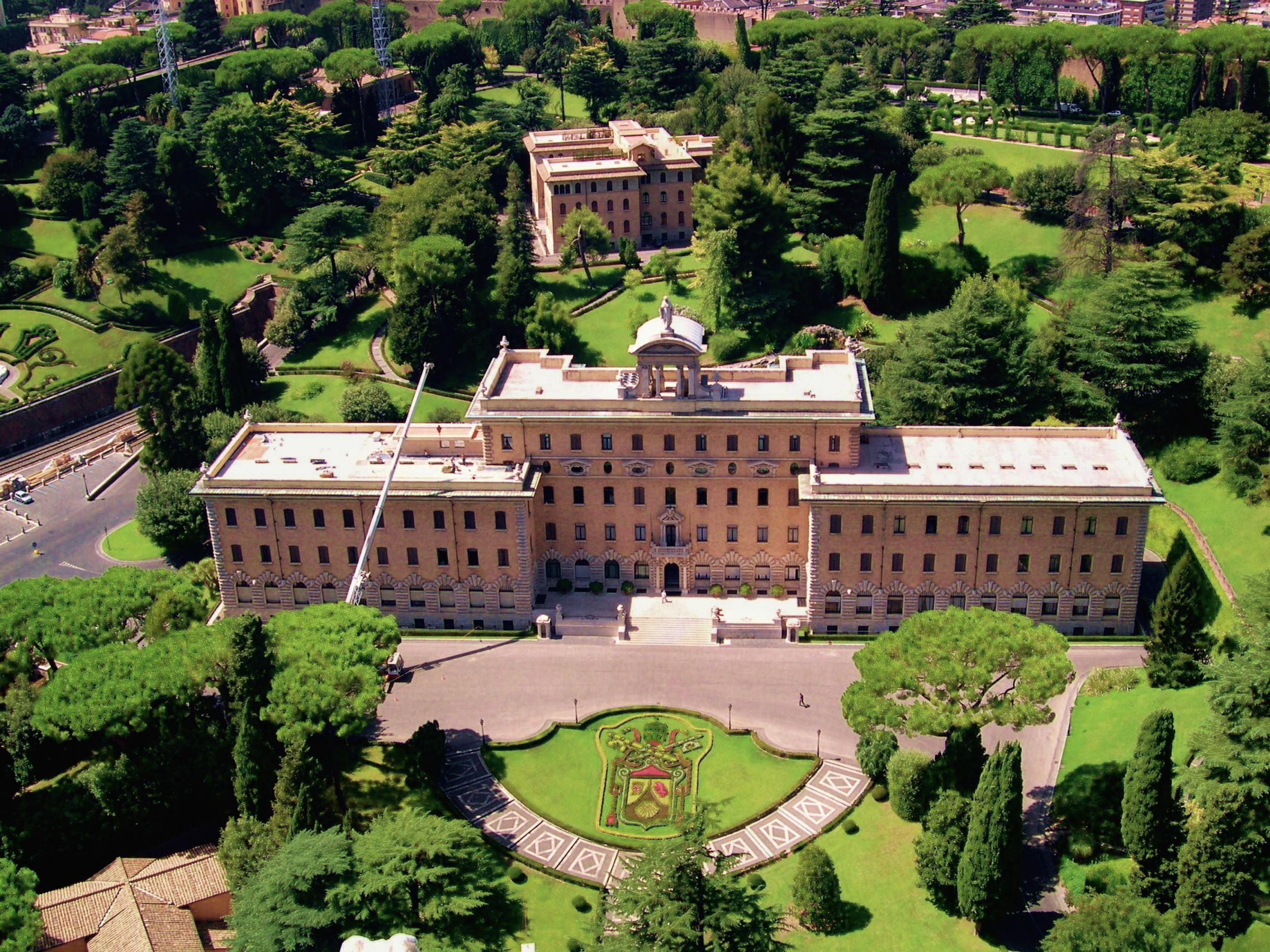
قصر المحافظة لدولة الفاتيكان

تعد الفاتيكان عضو في منظمات مثل(CEPT) ، (يوتلسات)، الاتحاد الدولي للاتصالات والاتحاد البريدي العالمي .
لا تقيم مدينة الفاتيكان علاقات دبلوماسية مباشرة مع الدول الأخرى. وتدار علاقاتها الخارجية من قبل الكرسي الرسولي.

## التشريع
هناك لجنة بابوية أحادية الغرفة لدولة مدينة الفاتيكان، يتم تعيين أعضائها من قبل البابا، تعمل كفرع تشريعي، حيث تقترح القوانين والسياسات للبابا. قبل أن تدخل حيز التنفيذ، يجب أن تُوافق على القوانين والسياسات التي تم اعتمادها من قبل اللجنة من قبل البابا الأعلى، من خلال الأمانة الدائمة، ويتم نشرها في النشرة باللغة الإيطالية.
"مستشارو الدولة" يقدمون استشاراتهم في صياغة التشريعات. يمكن استشارتهم بشكل فردي أو جماعيًا كجماعه.

## القضاء

ختم دولة الفاتيكان

تتميز الفاتيكان بنظام قانوني مميز عن نظام إيطاليا. يمارس البابا سلطته القضائية من خلال الرئيس للمحكمة الكبرى لرسالة الرسل، الذي بموجب القانون يخدم أيضًا كرئيس لمحكمة التمييز في مدينة الفاتيكان (أي المحكمة العليا للاستئناف).

## أنظر أيضاً
- البابا
- إيطاليا
- روما